# Forteresse de Maputo
La forteresse de Maputo est un ouvrage militaire construit entre 1782. Il s'agit d'un des principaux monuments historique de Maputo, capitale du Mozambique.
Elle abrite une statue de Mouzinho de Abulquerque et les restes de Gungunhana.

## Référence
- (en) Cet article est partiellement ou en totalité issu de l’article de Wikipédia en anglais intitulé « Fort Nossa Senhora da Conceição de Lourenço Marques » (voir la liste des auteurs).